# Haematopota grandvauxi
Haematopota grandvauxi är en tvåvingeart som beskrevs av Travassos Dias 1973. Haematopota grandvauxi ingår i släktet Haematopota och familjen bromsar.
Artens utbredningsområde är Angola. Inga underarter finns listade i Catalogue of Life.